# Gottfred Matthison-Hansen
Johan Gottfred Matthison-Hansen, född den 1 november 1832 i Roskilde, död den 14 oktober 1909 i Köpenhamn,  var en dansk organist, son till Hans Matthison-Hansen, bror till Waage Matthison-Hansen samt farbror till Aage och Frederik Matthison-Hansen. 
Matthison-Hansen var en tid juris studiosus, men trädde snart i faderns fotspår och blev organist, först vid tyska Frederikskyrkan i Köpenhamn 1859, därefter vid Johanneskyrkan 1871 och vid Trinitatiskyrkan 1881. Han blev 1867 lärare i orgelspel och 1884 dessutom i pianospel vid Köpenhamnskonservatoriet och 1891 professor. Matthison-Hansen stiftade 1864 med Grieg, Nordraak och Horneman musikföreningen Euterpe, som ägde bestånd i tre år. Han konserterade med bifall i Tyskland och utgav gedigna kompositioner för piano, orgel, violin, violoncell med mera.

## Utmärkelser
- Riddare av Dannebrogorden,  1898[4]
- Dannebrogsmännens hederstecken,  1909[4]

[Redigera Wikidata]